# 恋の奇跡
恋の奇跡（こいのきせき）は、もりたゆうこによる漫画作品。「Kiss」（講談社）で連載、コミックスは全8巻。及びそれを原作としたテレビドラマ。

## ストーリー（原作）
1993年1月のある日、容姿にコンプレックスを抱く高校3年生の塚本妙子の元へ、父の正春の遠縁で妙子と同い年だという倉田雪乃がやって来た。父、正春の遠縁で長年に渡り母子家庭で育ち、最近になってから母を亡くしたという雪乃を3月まで　という条件で家に寄宿させるというのだ。進んで家事をしたり、冗談を言ったりで場を明るく和ませる雪乃に親しみを感じる妙子と母の彩子。気負いなく話す事が出来る幼馴染みの甲斐も雪乃に好印象を抱く。しかしまもなく雪乃は正春に色目を使いベタベタする。連日の様に夫婦の寝室に居座り彩子のベッドで寝る。妙子が大事にしている甲斐からのプレゼントのスカーフを横取りする。「使用人扱いをされている」など近所で中傷をおこなうなど数々の不審な行動を展開。正春に聞いても素性が分からないという雪乃に不信感を抱いた彩子は家を出る様に言うが、雪乃は拒否。同時に正春が自分に対して気があるとして、彩子の容姿の老化を侮辱する言葉を投げつける。その翌日、雪乃は自分を調査すると出かけた彩子を駅のホームから突き落とし殺害する。更に雪乃は彩子の死は自分の責任として泥酔した正春をホテルに連れ込み、関係を持ったように見せかけ、妙子を追い出す様に懇願。困窮極まった父から、何も聞かずに家を出て欲しいと言われた妙子は母殺しを始めとする疑念を雪乃にぶつけるが、雪乃は「醜い娘のあなたより美しい私と暮らしたいと言った」「醜い人が何を言っても周囲は信じない」「家というのはそれなりの容姿でなければ住む資格はない。こんな素敵な家、あなたには似合わない。追い出されて当然」等、悪態をつく。絶望しトラックに飛び込もうした妙子を謎の医師、聖達彦が救出。聖からダイエット計画を持ちかけられた妙子だが、屈辱的な仕打ちと過酷さに家に戻ろうとする。しかし、父は行方不明になり、家は妙子になりすました雪乃によって売却されていた（この時に来ていた買い手から、母の位牌の処分を頼まれたと聞かされる）。行き場をなくした妙子は、聖の命令でダイエットの為にパリでダイエットを始めとする美容関連を学ぶ事に。そして偶然、モデルとして撮影に来ていた雪乃に再会。激しく詰め寄るが逆に容姿に対して罵詈雑言を浴びせられ、復讐を誓う。帰国後、母の出生名「井上彩子」を名乗り、聖の紹介でメイクアップアーティストをしながら、父を捜す妙子だが、仕事中に急遽、モデルの代役を頼まれたのをきっかけに芸能界デビュー。すでに女優デビューを果たしていた雪乃は次第に周囲から認められてゆく妙子に嫉妬。彼女の正体を知る前から犯罪をも含む自分本位な嫌がらせをし、かねてから覚醒剤中毒に陥れてあった正春を死に追い込んでしまう。しかし妙子は時には自分を殺そうともする雪乃の攻撃を逆手に取り、芸能界で活躍すると同時に強さを身に付けてゆく。次第に雪乃の壮絶な生い立ちなどを知った妙子は出演した映画で彼女と異母姉妹という設定。そして和解するという役どころを演じ、雪乃に歩み寄ってゆく。

## 登場人物（原作）

### 主要人物
塚本妙子（芸名：井上彩子）
小学校から高校に掛けて、並外れた体重、普通の女としては高すぎる身長、吹き出物などを理由に甲斐以外の男子にいじめられた為に被害妄想が強く、いじけた面が見られた。母の死の直後に雪乃の策略で家を追われ、自殺を図ったところを聖に救出される。あまりの厳しさと聖の冷酷な仕打ちに一旦、家に戻ろうとするも財産はすべて雪乃に奪われ、家は売却されて行き場をなくしてしまう。その為、聖の命令で渡仏。マダムの元でダイエットを始め、美容全般を身に付ける。1年後に長身でボーイッシュな容姿へと変貌し帰国。正体を隠す為に母の出生名を名乗り、聖の紹介でメイクアップアーティストをしていたが、仕事中にスカウトされ、戸惑いながらも芸能界デビュー。雪乃との対立を目撃され、キツイ性格と誤解されたり、雪乃の罠で整形疑惑、彼女を負傷させた容疑を掛けられたなどを逆手に取り、ダイエット成功として過去の写真を公表。中性的な印象とはっきりした物言いをするキャラクターとして売り出し、本来、持ち合わせている明るさを引き出すと同時に強さを身につけてゆく。自分に嫌がらせをし続ける雪乃を憎悪し､罵倒・攻撃をした事もあるが彼女の過去などを知ったことから、最終的に寛大な態度で立ち向かう様になる。長らく甲斐への恋愛感情を抱いていたが、中盤付近で失恋。同時に次第に聖と惹かれ合う様になる。1975年7月19日生まれ。実家の所在地は調布市。身長は175センチ、ダイエット開始時の年齢は18歳で1993年に渡仏。雪乃との同居期間は2ヶ月程度、卒業後の進路も決まっていた高校は中退と設定されている。
倉田雪乃（本名：後藤由紀子)
貧困母子家庭で母から疎まれ、虐待を受けて育ち、学校でもいじめられていた。父は「表向きは死亡となっているが、実は私が小学生の頃に愛人と蒸発。在命している」と甲斐に話して聞かせている場面があるが、詳細は描かれておらず「父が誰か不明」と同級生らが陰口を叩く場面もある。高校入学後、家を出されて一人暮らしを開始。その頃に告白した同級生の男子の仲間数人から性的暴行、顔を燃やされ負傷。母の元に逃げ込むも愛人と失踪していた為、絶望し自殺を図ろうとしたところを聖に救出される。彼の姉と瓜二つに整形を受けた直後、聖の紹介で働いていた病院で、数年前に亡くなった中学の同級生、倉田雪乃の母に再会。友人だと思っていた彼女の本心を知り激怒。彼女の名を騙り、倉田家の遠縁である塚本家が「デビューに有利な東京在住」を理由に嘘の連絡をして入り込むが、家族仲の良さを憎悪。崩壊させた上で財産を奪い調達した資金で芸能界へ。表向きは清楚で穏やかで優しげな印象だが、本心は残虐な野心家で、美に対しての執着心が強く、自らの目的を果たす為に他人を陥れる様な嘘をついたり、犯罪を肯定する様な歪んだ価値観を言動に表すこともあり、殺人を始めとするさまざまな犯行を重ねてゆく。感情を露わにする場面は極めて少ないが、塚本家の家族仲に対しての嫉妬心、自身の家庭環境、本来の容姿へのコンプレックスを吐露したり、長年に渡り憎んでいた実母を殺害する時に憎悪を爆発させた事がある。春子殺害の参考人として呼び出された警察で対面した遺体から母の整形と本心を知る（この件に関しては最終的にDNA鑑定により母子と確定）。整形に対して生体が拒絶反応を示している様子で、たびたび顔が崩れているのを確認し怯える場面が描かれる。のちに主演女優として受賞をするが、式の最中に早川に絡まれ、ステージから落下。設置されていたスポットライトに頭から突っ込み、顔じゅうから流血する程の怪我を負う。整形不能になってしまった事から自棄になり、妙子を道連れに自殺しようとするが甲斐の命懸けの行動と告白で心境に変化が発生。警察で容疑が固まったのと同時期に彼に連れられて警察に出頭する。整形前を含めて自分本位な言動が多く、最後まで周囲への愛情、反省の言動は見られない。
甲斐将人
塚本家の隣の住人で、妙子とは中学卒業まで同級生（女生徒から人気が高かった）。小学生の頃、いじめられていた妙子をさりげなく庇ったり、誕生日に母に頼まれてスカーフをプレゼントするなど心優しい性格だが、残虐な本性を知り、そして殺されかかっても尚、雪乃に心惹かれる。改心させようと彼女の中学の同級生らと接触。同姓同名の少女が中学生の段階で病死、そして容姿が全く異なると知って疑問を抱くが、定期券を不正使用した学生の姿から彼女の偽名使用を確信。脚本家志願の大学生として妙子と雪乃の共演作の脚本を手がけた事もある。雪乃に注意をした事から彼女に棒で殴られ一時的に失明。そして春子を殺害した雪乃の罪を被り警察で偽証するも寝言の内容、矛盾点、不審な点が多いとして刑事達の疑念を雪乃に向けさせるきっかけとなる。雪乃が顔を負傷した直後に証拠不十分で釈放され、同時に目が見える様になり、自棄になった雪乃を爆発から救い出し、「家族になろう」と打ち明ける。
聖達彦
美を研究する整形外科医。自殺を図った雪乃に整形・妙子にダイエットの計画を持ちかけている。実業家だった父は事業拡大しか頭になく、政略結婚だった母に冷酷な態度で接しており、愛人もいた為にノイローゼになった母は実家へ戻り、寝たきりの末、彼が7歳の時に心臓病で死亡(この事が医師を目指すきっかけとなる)姉以外に理解者がなかった為、父に似た身勝手で非常識な面、同時に偏執狂的な性格を持つ様になり妙子と甲斐にも冷徹で邪険な態度で接していた。のちに姉の心の病気を利用して男女の関係に持ち込むが、目撃した父の叫び声で正気を取り戻した姉が焼身自殺（この際に父も巻き添えになっている）したという過去がトラウマになっており、炎を見て錯乱した事もある。姉と同じ顔に整形した雪乃が芸能界で活躍する姿を見て喜んだり、姉の遺体を地下室に保管して(当初、妙子に人形師に作らせたものと説明していた)話しかけたりしていたが、妙子と惹かれ合うようになった事から次第に変化が生じ、遺体を屋外で荼毘に付す。のちに雪乃の逆恨みが元で匿名で違法行為を密告され、医師免許を剥奪されてしまう。海外へと旅立つ直前、妙子から告白を受ける。

### 塚本家
塚本正春
妙子の父でサラリーマン。無口で家族想いの心優しい性格だったが、交流、面識のない倉田家の娘だという雪乃の身元を確認せずに家に入れてしまう。色目を使う彼女に甘い顔をしたこと、彩子の死の直後、泥酔していたところへ押しかけてきた雪乃と関係を持ってしまったと思い込み、妙子に事情を説明せずに一人暮らしを薦めてしまう。そして雪乃の罠にかかり家庭崩壊。アルコール依存症になり、勤務先を解雇され、雪乃によって覚醒剤を打たれ、監禁される（雪乃の伯父という扱いになっていた事もある）覚醒剤の禁断症状が出ている最中に雪乃に妙子を殺害する様に命じられた直後、事故に遭遇。駆け付けた妙子との再会を果たし、謝罪をした上で死亡。この時、荷物を預かっていた聖が幼少期の妙子と一緒に写った写真を見つけ出している。
塚本彩子
妙子の母で50代半ば。中性的な印象の美人。近所での中傷などから雪乃の不審さに気づき、部屋を借りてあげるから家を出て欲しいと言うが、正春との不倫を仄めかされた上に容姿の劣化を嘲られた為に平手打ちを食らわし、「私は夫が娘と同い年のあなたとどうこうなるなんて思ってない」と言い切る。正春に聞いても素性が分からない雪乃の調査をする為に出かけるが、雪乃により駅のホームから、突き落とされ殺されてしまう。さっぱりした気丈な性格で妙子を深く愛していたが、雪乃の事で悩んでいたのでは？と弔問客の話題にのぼる。家を売り出した雪乃によって位牌を捨てられかかる。旧姓は井上。

### 倉田家
倉田雪乃（＝本物）
由紀子の中学の同級生で評判の美人。容姿などでは同級生達から一目置かれていたが、心臓の病気があり欠席しがちで影が薄く恋人・親しい友人等がなかったこともあり、何かと由紀子を頼っていた。しかし裏では2人暮らしだった母親と一緒に由紀子の容姿を嘲っていた様子。中学校在学中の14歳で病死。お下げ髪で清楚な印象を持ち、登校した日は男子が「ラッキーデー」と喜んだという証言がある。
倉田の母
娘の死から数年後、重病を患い入院。そこで働いていた整形後の由紀子に対して本人と気づかず、娘の容姿の自慢に加え、当時の由紀子に対して娘がどう思っていたかを伝え、嘲った為に彼女の怒りを買う。財産などはわずかしかなかった様で死後、由紀子に遺品を盗まれ、娘になりすまされる。そこから由紀子が連絡先を知る事になった塚本家とは遠縁の親戚だが、交流と面識なし。

### 芸能人
佐伯トモミ
新人女優で国民的美少女と称されている。映画収録中、雪乃に殺害されかかり負傷した妙子の代役に抜擢され、相当なプレッシャーを感じていたが妙子が復帰した為に没になる（本人はホッとした様子）。美人でスタイルが良いが、ワガママでセリフが覚えられない、演技が下手などトラブルも多く、周囲が手こずっていたが前向きな妙子に憧れ、再会した時に気持ちを本人に伝えている。性格は素直であっけらかんとしている。
早川恵美子
妙子の母と同年代（56歳）の美人女優。妙子が雪乃に塩酸を掛けたのでは？　という疑惑に対して反論した事がある。妙子が聖を庇う発言をしたのがきっかけでマスコミに整形をかぎつけられ、仕事を干される。そして妙子が以前、聖と同居していた事などから「私の整形前の写真を見て情報を漏らしたのでは？」と疑い、泥酔し授賞式の壇上に上がり暴れた後、もみ合いの末に雪乃を負傷させてしまう。大物女優として扱われていたが受賞歴などはなく、若い頃は派手に遊びほうけていた様子。

### 事務所、制作スタッフなど
岩国
妙子が途中で移籍した羽沢プロダクション所属のマネージャーで中年の女性。さばけた性格で母性的な面を持ち、妙子に対して厳しい言葉を投げかける事もある。
黒和田
妙子と雪乃が中盤で共演した映画の監督。仕事には厳しいが普段は気の良い中年男性。雪乃を野心家と見抜く発言をして、妙子を驚かせる。
雪乃のマネージャー
若い男性でデビューした妙子の容姿を悪く言い、雪乃に「大事なのは容姿ではなく、クライアントの要望ではないか」と注意を受ける。妙子を襲撃する様に雪乃から依頼されるが失敗。役立たずとして雪乃から「恋愛感情を抱かれて困っている」と嘘の報告をされ、事務所を解雇され立腹。路上で雪乃を襲撃するも脇にいた甲斐に殴られて逃げ出す。氏名は不明。

### その他
聖の姉
聖より7歳年上。氏名は不明。母が家を出て以来、彼の母親代わりをしていた。女優を目指していたが父に猛反対された末、22歳の6月に父の企業を救う為に田所という男と結婚をさせられる。結婚後に田所を愛する様になるも、美人だが恋愛経験がなく、物静かで生真面目な性格が物足りないとして田所が愛人を家に連れ込んだ為、嫉妬心からその愛人を突き飛ばし、逆に自身が怪我をしてしまう。この事が元で実家に戻され、父によって地下室に幽閉され、次第に心を病んでゆき、聖を田所と思い込んで肉体関係を持ち、正気に返った際にショックで焼身自殺をする。雪乃の顔のモデルになっており、長年に渡って聖の自宅にエンバーミングを施した遺体として保管されていたが、のちに聖によって自宅の庭で火葬される。
後藤春子
雪乃（由紀子）の母。出産後も風俗で働いており、異性関係にだらしがなく次々と男を連れ込んでは娘に壮絶な虐待を展開した挙げ句、駆け落ちした過去を持つ。自らが経営するスナック「香」の経営資金に困窮。由紀子の中学の同級生と同姓同名と言い撮影現場に現れ、雪乃に接近。そして彼女にスナックの経営資金を無心する為、娘を探し気遣う演技をするが、店の客に娘の写真を見せ、あざ笑っていたところを雪乃（由紀子）に知られ、彼女の怒りを買う。そして妙子殺害計画に利用されるが、監禁場所で雪乃から真実を知らされ逆上。しかし雪乃によって撲殺された上で遺体に放火される。警察による検死・復顔の結果、整形前の雪乃（由紀子）に瓜二つの容姿だったことが発覚。攻撃的で身勝手な性格で、娘を始めとする周囲に対しての愛情は感じられない。享年49歳。
シェ・レノマン・秋野
もともとフランスで生まれ育っているが、パリに留学してきていた秋野という男性と恋愛。日本に帰国した彼を追って結婚した直後、貿易商社の社長の息子だったと知って驚いたという過去を持つ。しかし飛行機事故に遭遇。息子を亡くしたことに加え、服の上からは見えない傷を負うと同時に婦人病を発症（正式に離婚したのかは不明）。フランスへ戻るとホテル事業などに加え美容関連のアドバイザーとして成功。豪邸に住んでいる。ダイエット後、帰国する妙子にネックレスをプレゼントした。通称マダム。
刑事
春子を殺害したと出頭してきた甲斐の身柄を拘束するが、彼が失明していることから「実行不可能」と見抜き、追求尋問をする。春子の焼死体を復顔。雪乃に対面させたりもした。美人として彼女に甘い態度も見られたが、最終的には春子との母子関係を証明している。

## テレビドラマ
1999年4月15日から7月1日まで、テレビ朝日系の木曜ドラマ枠で放映された。全12話。

### ストーリー
物心ついた頃から太めだった容姿に対してコンプレックスを抱いてはいるものの、裕福な家で両親の愛情に恵まれ、明るく心優しい性格に育った塚本妙子。高校の卒業式の日の夜、父、正春が「塚本家とは遠縁の親類」「長年、母子家庭で育ったが、唯一の肉親だった母が亡くなった為に行き場をなくした」「大学を卒業するまで」として、妙子と同い年の倉田雪乃を連れて来た。暖かい家を望んでいたと喜ぶ彼女を家族は笑顔で迎え入れる。その翌日、妙子は部屋同士が近くベランダ越しに会話をする事が多い隣家の甲斐に雪乃を紹介。この時に甲斐は妙子にプレゼントとしてスカーフを手渡した。大学入学後、ミスコンで入賞したのをきっかけに、ファッションモデルとして活躍する程の美貌に加え、気さくな性格で周囲を魅了する雪乃。しかし3年が経過する頃から、正春への接近など不審な言動が見られる様になり、彩子は正春に対して「卒業したら家を出して欲しい」と懇願するが、正春の態度は曖昧、そして昼間から下着姿でうろつく雪乃にも寛大な態度な事を彩子は不審に思う。そして同居開始から4年近く経った頃、近所で雪乃が中傷をおこなっている事を知った彩子は、雪乃の小細工などもあり、妙子以上に雪乃を気に掛けると正春に詰め寄る。その彩子のヒステリックな態度に嫌気がさした正春は家を出て、自身が経営する弁護士事務所で寝泊まりをする様になってしまう。そして妙子の22歳の誕生日の直前、雪乃は妙子の宝物でもあるスカーフを強引に借り、自分のファンの集いを「医大生との合コン」と嘘をつき連れ出す。その途中の路上で見かけた画家は妙子の似顔絵を描き、彼女を賞賛する。しかし雪乃は自分のファン達から笑い者にされる妙子を眺めた後、帰宅途中の甲斐を待ち伏せしてスカーフの事で嘘をついた上で部屋に押しかけ、自室に戻っていた妙子の前で彼に色目を使う。トイレで泣きながら吐き戻す妙子を見た彩子は雪乃から嫌がらせされたのではと疑うが、先回りをして謝るなど先手を打つ雪乃。そして誕生日当日、雪乃は正春の事務所に居座り、彼の携帯に電話をした彩子に対して攻撃的な言葉を投げた上でべったりと寄り添うように帰宅。この時も彩子は雪乃が正春の隠し子ではないかと疑い、ヒステリックに彼を責める。その正春が事務所に戻ったとしてノイローゼ気味に家を出る様に命じた彩子に対して雪乃は容姿の劣化を侮辱。彩子から平手打ちを食らうも雪乃は正春と家をよこせと挑発。その翌日、彩子は雪乃の素行調査に出掛けようとするが、駅のホームから転落し死亡。事故と自殺の両説が噂されるが、直前に母から「必ず帰る」と電話を受けていた事、スカーフがゴミ置き場に破き捨てられていたのを目撃していた妙子は、一連の出来事などから母殺しの疑いを雪乃に向けて警察沙汰も辞さないと言う。しかし本性を現した雪乃は彩子に対する誹謗中傷と共に妙子に対して「私を疑うのは、あなたの心が醜い証拠。姿が醜い人は心も醜い」「あなたは美しい私を妬んでいた。周りもあなたを嘲っていた。私を憎むのは逆恨み」「追い出される位なら逆に追い出してやろうと思ったけど事故死して嬉しい」等、暴言を吐き彩子が愛用していた赤いソファを強奪。放心状態になった妙子は、外を彷徨い歩いた末、踏切で自殺を図ろうとする。しかし間一髪で謎の医師、聖達彦に救出され、彼のオフィスへ連れて行かれ、ダイエット計画を持ちかけられた。あまりの辛さに挫折しかかるが、聖から弱さに対して叱責を受けた妙子はダイエットすれば強さを身に付けられると信じ、努力を重ねてゆく。1年後、華麗なる美貌を得るも、自宅は妙子になりすました雪乃により競売に掛けられ、妙子のわずかな私物の他はすべて売り払われたり、捨てられもぬけの殻となっていた。そして父は行方不明。甲斐は大学を卒業後、就職して家を出たという。父の携帯電話に連絡をする妙子だが、出たのは雪乃で「1年間、家に戻らず連絡をしなかったのはあなたの落ち度」と切り返されてしまう。芸能界デビューを果たして人気が急上昇する雪乃に怒りを覚える妙子は、父を捜す為に聖の紹介で雪乃の専属アーティストとなるが、周囲から美人だと言われる妙子に嫉妬をした雪乃は陰湿な嫌がらせを展開。仕事関係で広告代理店社員の甲斐と再会した妙子は、「何だか妙子に似てる気がする」と疑問を抱く彼に事実を打ち明ける。その後、雪乃によって殺害された父の姿に悲嘆する妙子を見て正体を知った雪乃は彼女がスカウトされ芸能界入りをした事などから、更に憎悪を爆発させる。聖と甲斐のアドバイスなどを得て雪乃にモデル・女優として立ち向かってゆく妙子だが、彼女への憎しみを消す事が出来ずに苦悩。しかし聖との接触、甲斐の調査などから次第に雪乃の生い立ちと正体、そして塚本家との繋がりが明らかになる。そして甲斐の手がけた脚本による映画のクランクアップ直後、警察から逃れてきた雪乃に出頭して欲しいと懇願するも、彼女は甲斐の子を妊娠している。大事な物を壊してしまう私は母親にはなれないとして出産後に育てて欲しいと妙子に依頼。戸惑う妙子に対して雪乃は「私の父は塚本正春。あなたとは姉妹」と告げ、去ってゆく。彼女が帰って来るのを待ち続ける妙子と甲斐、初音だったが数ヶ月後、産院から雪乃の産んだ娘の優希が妙子の元に届けられると同時にテレビのニュースで雪乃が焼身自殺をした事を知る。

### 主要人物
塚本妙子（芸名：井上彩子）
演 - 葉月里緒奈
幼少期に両親と共に甲斐家の隣に引っ越した頃から太めだとして、小学生の頃は同級生などからいじめられたりもしたが、両親に愛されて育った事もあり、お人好しな面はあるものの、人懐っこく心優しく天真爛漫な性格で友人からも好かれていた。そして遠縁で天涯孤独の身だと言う雪乃の身の上を聞き、胸を痛めた事もあり彼女を暖かく迎え入れ、コンプレックスを感じながらも友人として接していた。しかし22歳の誕生日直後、母の死と同時に本性を現した雪乃から酷い仕打ちを受ける。絶望して自殺を図ろうとしていた所を聖に救助され、クリニックでダイエットを実行。その後、素性を隠す為と母への思いから母の出生名を名乗り、行方不明になっている父を捜す目的で雪乃のメイクアップアーティストをしていたが、甲斐の勤務先でもある広告代理店から美貌を買われスカウトされて芸能界へ。未知の世界への戸惑いによる言動、雪乃との対立を目撃された事による性格への誤解。本名でない事を問題視されたり、整形疑惑を始めとする雪乃の攻撃を逆手に取り、「人は変われる」として本名と過去の写真を公表する形で化粧品会社のキャンペーンガールとして売り出し、女優へと転身。お芝居の設定上ですら、歩み寄る様な台詞を拒む程に雪乃を憎悪していたが、彼女の生い立ちなどを知って次第に罪を償って欲しいと願う様になり、初音を説得して香に会わせたり、犯行現場を目撃しても刑事にシラを切り通したりもした。聖と惹かれ合う様になり、海外に旅立つ彼と3年後の再会を約束。血縁を打ち明けた雪乃の依頼で、娘の優希を引き受けシングルマザー宣言をする。ダイエット成功後も依存心が強めで感情のコントロールが苦手、逃げ腰、いじけた言動が見られたが、芸能界で活動する内に次第に変化が発生。誕生祝いをしていた季節などから、1975年(昭和50年)度の冬生まれと推定。
倉田雪乃（本名：後藤由紀子）
演 - 菅野美穂
表向きは明るくさっぱりとした性格の美人で、皆から愛されているが、自分の希望を叶える為なら殺人すら厭わない冷酷な裏の顔を持つ。少女時代は容姿の他、母からの虐待もあり目立たない性格だった様で、甲斐が雪乃(由紀子)の過去を調べた際に「後藤由紀子」時代の彼女を覚えている同級生は殆どいなかった様子。それでも中学校では所属していた演劇部での采配全てを任されたり、自分同様に欠席の多い本物の倉田雪乃との交流などもあったが、彼女の本心を知った後に進学した高校では陰気な性格を理由に周囲から疎まれ、在学中の1991年7月中旬に母、同級生の男子などからの仕打ちの後、自殺を図るが聖に救出され、同月の15日に彼の手により整形。美貌を武器に悪女として生きる決意を固める。のちに実父と聞かされていた塚本正春に会いに行き、大学を卒業まで　という条件で「倉田雪乃」を名乗り塚本家に滞在。しかし一家に対して次第に嫉妬と憎悪を抱く様になり暴挙に出る。小さい頃から読書家だったのと演劇に関して並外れた才能を持っている事から芸能界を目指し、ファッションモデルを経て英会話教室のcmに出演した事をきっかけに女優に転身。その為、芸能人としてのプライドが非常に高い。彩子と正春殺害に続き、ダイエット後の妙子に嫉妬し、濡れ衣を着せたり中傷デマを流したりなどの嫌がらせをしたり、忠告して来た甲斐を監禁など暴力行為などを展開。しかし次第に真摯な妙子と甲斐に対して心を開く様になってゆく。その後、妙子の口添えで実母の香に再会。若干、心を許すも裏切られて激怒。香の殺害を稲垣に依頼するが、直前で彼に電話をする形で止めている。映画撮影の最中に香と言い合いになり、突き飛ばして負傷させた直後に正春の不審死への疑惑も含め警察からマークされる。同時に甲斐の子を妊娠している事が判明。妊娠を隠し通した状態で撮影を進行させる事のリスクを説明した聖に、自分に似た子が生まれる事への懸念から流産しても良いと言い放つも、撮影進行と同時に胎児への愛情を抱く様になり出産を決意。クランクアップ後、逮捕に来た刑事から逃れる途中、稲垣に襲撃されるが甲斐に守られる。そして怪我をした甲斐の治療を聖に依頼した直後、妙子に血縁と事情を説明し、生まれた子を託したいと告げた上で逃走。産院で出産したのちに焼身自殺を図る。1990年(平成2年)度に中学3年生。1991年7月中旬の時点で16歳だった事から、妙子と同い年の1975年度(昭和50年)の4月2日から7月上旬の間に生まれたと推定。高校中退までを横須賀市で育っている。
聖達彦（ひじり・たつひこ）
演 - 田辺誠一
謎めいた印象の整形外科医。外科医として勤務していた頃、女優志願だった恋人が、役作りの為のダイエットが元で、摂食障害を引き起こし死亡したことから、「美しくなる為の手助けが出来るのなら」と美容整形に対して肯定的な思想を持つようになり、大勢の女性に整形手術を施すが、次第に内面からの美しさに興味を抱き、カウンセリングと運動・食事でダイエットを成功させた妙子に「気高い女性になってみたいと思わないか？」と持ち掛ける。整形を希望した雪乃に対しては恋人と同じ顔に手術を施しているが、のちに雪乃の悪行の数々を目の当たりにした事から後悔の言葉を妙子に伝えた。競売に掛けられていた妙子の家を取り戻した上で帰宅させている。のちに妙子との恋愛を稲垣に盗撮され、写真週刊誌でスクープ。同時に医療での違法行為が発覚し、医師免許剥奪となった直後、雪乃から依頼された甲斐の目の手術を終え、「外見だけでなく内面も美しくなれた」と妙子に伝え、彼女から告白を受け海外へ旅立った。冷淡な印象だが懐の深い性格で雪乃への怒りを露わにした妙子に「憎しみは人を醜くする」　雪乃への態度には「君と甲斐くんの様に善良な人間ばかりではない」「中途半端な哀れみは憎しみを呼び込む」と諭した。妙子の行く先々に現れたり、雪乃からたびたび甲斐の治療の依頼を受けている。時折、真顔で冗談を言う事がある。
甲斐将人（かい・まさと）
演 - 萩原聖人
妙子とは実家が隣同士の幼なじみで中学まで同級生(塚本家が越してくる前から住んでいた様子)大学卒業後に広告代理店に就職し世田谷区のアパートに越す。体型にコンプレックスのある妙子の誕生日にスカーフを贈るなど良き理解者。初期は営業に配属。1年ほどで宣伝関連の部署に転属するが、再会した妙子に対して本人と気づかず、仕事に対しての愚痴をこぼしている。仕事関係で雪乃と一緒になったのをきっかけに交際するが、塚本家に対しての仕打ちを知って彼女を電話で戒めた事を逆恨みされ、会話をストーカー的な脅しに聞こえる様に編集されて暴露される。この事が元で解雇に追い込まれるが、むしろ良い事だとして文筆家に転身。雪乃の事を知りたいと調査をしてゆく内に知った真実を元に映画の脚本を手がける。この時に雪乃と妙子を和解させるようなストーリーに書き換えている。暴力を振るわれ、殺されかけても尚、雪乃に心惹かれる。しかし基本的には明るく心優しい性格で、素性を隠していた妙子が、自分に対して言った「野球部でエースだった」の言葉をきっかけに本人と見抜くが、一貫して良き理解者・友人として接する。のちに稲垣から雪乃を守ろうとして負傷。一時的に失明状態となるが、雪乃に連れられて行った聖の元での執刀ののち、妙子に介抱を受ける。雪乃の死をニュースで知ってショックを受けるも娘の誕生を知ったこともあり、彼女にきちんと別れを告げたいと山梨に向かう。行き倒れていたところを救助されて妙子の家に保護されるが、そこで再び目が見える様になり執筆活動を再開する。
画家
演 - 藤井フミヤ
路上で似顔絵描きをしていた時、通りかかった雪乃が声をかけるも、脇にいた妙子を評価した上でデッサンを描き「お前は人を幸せに出来る」と微笑む。港の近くにアトリエを持っており、痩せた妙子が訪問した時、本人と気づく。しかし似顔絵を描いて欲しいという妙子の心の中を美抜き拒否。愚痴る彼女に「必ず理解者はいる筈だ」とアドバイスをする。独自の価値観、心眼美を妙子に伝えるが、迎えに来た聖から「思想を押しつけるな」と注意される。その後、偶然、見かけた雪乃の妊娠に気づき、胎児のデッサンを描いて手渡す。（このデッサンは、室内に保管されていたのを雪乃の死後、初音によって発見され、妙子によって優希の部屋に飾られた）。雪乃の死後、話を聞かせて欲しいと酒を持参して妙子の元を訪れ「何事にも意味がある」「雪乃はたった一度の人生をぶつけに来た」と伝え、その翌日、妙子の為に仕上げた大作を残し(この作品は妙子の家のリビングに飾られた)何も言わずに旅立った。ドラマオリジナルキャラクター。

### 塚本家
塚本彩子（旧姓・井上）
演 - 秋吉久美子
妙子の母。本来は優しい性格で、家族を愛していたが、世間知らずで脆い面を雪乃に見抜かれて煽られ、雪乃が正春の隠し子ではないかと疑い、次第に精神を病んでヒステリックな面を表出させてゆく。家を出た正春について回り、自分と妙子に嫌がらせをする雪乃に対して家を出るように命じるが、容姿への悪態に激怒。平手打ちをくらわせた翌日、彼女の秘密を探ろうと正春の故郷である横須賀へ向かう途中、駅のホームから雪乃に突き落とされ死亡。警察では事故として処理するが、雪乃による嫌がらせで家庭崩壊、ノイローゼになっていたのを周囲に知られていた為、葬儀場では自殺疑惑が囁かれた。雪乃による犯行は証拠なしとして最後まで立証されなかったが、妙子と聖からは殺人だと確信されている。妙子が画家から貰ったスケッチを評価し、額縁に入れて飾った。
塚本正春
演 - 根津甚八
妙子の父で弁護士（個人で事務所を経営していた）。優しい性格で家族思いだったが、結婚前に交際していた香との間に生まれた娘と名乗って「妊娠中の母を捨てた」事への抗議をした雪乃に謝罪。家族に対して「遠縁の親戚の子」と嘘をついて家に入れ、中途半端な態度で接する。そして彼女の前で家族仲の良さ、妙子への愛情を見せつけた事で雪乃の怒りを買ってしまう。その後、彩子のヒステリックな態度に嫌気がさして家を出たり、雪乃の脅しに屈服した事から一家離散の憂き目に遭う。彩子の葬儀直後、甲斐に妙子を励まして欲しいと依頼。しかし妙子が行方不明になったのを心配し、探しに行ったまま事故に遭遇。記憶喪失の状態で横須賀の病院に入院中、口封じの為に雪乃に派遣された初音の世話を受けるが、彼女を妙子だと思い込んだり、脱走騒ぎを起こした事がある。その後、忍び込んで来た雪乃によって死に追い込まれる（この件に関しては、のちに病院から警察に証言があり、雪乃の犯行と断定されている）。しかし記憶をなくしても家族の写真を大事にしていて、幸せそうだったと担当ナースから妙子に伝えられた。横須賀市出身。

### 後藤家
後藤香
演 - 永島暎子
雪乃と初音の母（どちらも未婚で出産）。派手好きで男と金銭にルーズな面を持ち、雪乃に虐待を展開の末、初音の父との復縁の為に見捨てる。彼との破綻後は、独居でスナックを経営していた。不摂生から来る体調不良の様子で、正体を隠して店に来た雪乃に娘を見捨てた事を語って聞かせた時も咳き込んでいる。妙子の口添えで娘たちと再会。雪乃の実父である正春との交際・破綻等の経緯を話して聞かせ、優しい母の顔を見せるが、その時点で交際していた若い男に「タイで良い医者を紹介する」と甘い言葉を掛けられて嗾されたこともあり、雪乃の通帳を持ち出してしまう。男に逃げられた後、妙子に雪乃への態度、そして正春との関係を厳しく問い詰められる。そして罵って来た雪乃に自身も両親達と不仲だった、雪乃への虐待の理由が正春への憎悪などでなく、自身の整形と性格に対してのコンプレックスだった事を口走った後、口論の末にもみ合いで負傷（この時、雪乃を庇っている）。感情的で思慮の浅い言動が多いが、本心では正春と雪乃に深い愛情を抱いており、雪乃が自殺後に回復し退院。横須賀でリハビリをする事になり、初音を連れて妙子の元を訪れ、経緯を説明した上で「すべて私の責任」「あの子を許してやって欲しい」と謝罪。同時に亡くなった彩子の写真を見て「優しそうなお母さん」と微笑んでいる。この時に優希が生まれている事、妙子から育てたいと申し出があった事を喜び、「あなたに育てて貰えれば幸せになれる」と明るい笑顔を見せた。
後藤初音
演 - 山口あゆみ
雪乃とは8歳違いの異父妹（1981年頃生まれ）。香が未婚で出産した娘で母と姉と暮らしていた、8歳頃に両親が復縁するが数年後に破綻。母は家を出て父にも見捨てられ、親戚の家に預けられた。高校生に該当する年齢だが学校へ通っている様子・親しい友人の姿は見えず、雪乃の依頼で病院で正春の世話をしており(ナースに顔を覚えられていた)正春の死の直後、警察の動きを感じ取り雪乃に町を出る様に忠告している。行き場をなくしたとして雪乃の元に身を寄せ、幼少期に母に差別をされた、哀れんだ目を向けたと思い込んだ雪乃から憎悪されながらも忠実に振る舞っていたが、次第に姉を心配するようになり、マンションを訪れた妙子から「お姉さんがしている事は悪い事」だと強く言われたのをきっかけに立ち直らせようと奔走。自分に対して冷淡な態度の母を恋しがっている面も見られた、のちに妙子により母と再会。姉への仕打ちなどに激怒したが和解し、一緒に暮らし始めリハビリに同行する。優希の誕生を喜んでいる。無口で無愛想な印象もあるが、基本的には素直で純朴な性格で家事などが得意。ドラマオリジナルキャラクター。

### 聖の関係者
聖のアシスタント
演　-青山香那　千葉早緖
聖のオフィスで働いており、妙子のダイエットもアシストしている。

### 芸能界関係者
稲垣
演 - 佐藤一平
雪乃のマネージャーで彼女にセキュリティシステムの充実したマンションを紹介したり、黒田の依頼で妙子をオーディション会場に連れ込んだ事があるが、素行不良な面を持ち、芸能事務所に在職中から不正なキックバックを受け取っていた。雪乃に妙子を襲撃する様に脅されるが、人違いで初音に怪我をさせてしまう。そして雪乃から偽の理由を事務所に報告され解雇される。その後も雪乃に何かと接近し、盗撮写真を渡したり強請などを掛けることもあった。雪乃から香殺害を依頼され、女装してスナックに向かうが直前で制止される。この事が警察に知られ追われる様になり、警察から逃れようと雪乃にすがるも屑呼ばわりに逆上。彼女を殺害しようとするが、甲斐に突き飛ばされ失敗。雪乃を追って来た刑事に逮捕された。原作にも似た立場の人物が登場するが、失敗を理由にマネージャーを解雇、そして自分を利用した雪乃を襲撃して甲斐に殴られるという以外のエピソード、役名とキャラクター設定はドラマオリジナル。
アーティスト事務所経営者
演 -梅田凡和
芸能人のメイクアップなどを手がける下請け事務所を経営。聖の紹介でやって来た妙子を採用するが、雪乃が妙子に嫉妬して嫌がらせをする事に気づかず、騙されて妙子を解雇しかかる。原作にも同様の人物が登場するが口調と性格が若干、異なる。
黒田
演　-まいど豊
甲斐の同僚でもある代理店社員。妙子をスカウトするが一旦、断られた為、稲垣に謝礼を渡した上で依頼し広告モデルのオーディション会場に連れて来て貰っている。
代理店社員
演　-市川勇　半海一晃　藤崎卓也
偽名、整形などの疑惑が掛かった妙子を降板させようとするが、彼女が公表した過去の写真を宣伝に利用する事を思いつき、記者会見を開く。のちに誤解から甲斐を退職させる。
記者
演　-井上浩
雪乃の仕掛けた罠を見抜けずに妙子が塩酸事件の犯人だとして家まで押しかける。
妙子のマネージャー
演 - 妻夫木聡
最初はメイクアップアーティストとして妙子と一緒に働いていたが、のちに彼女が所属する事務所に引き抜かれマネージャーに。仕事熱心で映画の主役が雪乃に変更となったと知って憤慨し、もっと良い仕事を取ってくると言ったり、雪乃に監禁された甲斐を救う為、初音に偽電話をしている。原作の岩国に該当する立場だが、マネージャーという部分の他はドラマオリジナル。氏名は不明だが、メイクアップの事務所メンバーから「しんのすけ」と呼ばれる場面が確認出来る。
あすか
演 - 畑野浩子
雪乃の所属事務所で働くアシスタント。やや意地悪い性格で、雪乃のファンの集いで妙子の容姿を悪く言ったり、雪乃が自ら起こした台本切り裂き事件の犯人を妙子だと決め付ける。日和見的な面があり、妙子に媚びた後、雪乃に戻り「自分には才能がないから根回しをしておきたい」と言ったのを雪乃に詰られる。ドラマオリジナルキャラクター。
雪乃のアシスタント
演 -関野沙織
あすかと一緒に行動するアシスタント。
映画制作スタッフ
演　-たかはし等、及川以造
甲斐が脚本を手がけた「氷の破片」の制作に携わる。途中で雪乃の演技に注文を付けたり、甲斐による脚本の書き換えに戸惑うが、クランクアップ直後に良い作品になったと賞賛。
女優
演　-高橋玲子
「氷の破片」で雪乃が演じる葵の生き別れの母役をする。撮影後、雪乃を励ます様な仕草が見られる。

### ファンなど
雪乃のファンの男性
演　-岡本光太郎
雪乃のファンの集いに参加。同時に店へ降りてゆく階段に立っていた妙子に失礼な言葉を浴びせたり、体型に関して聞こえよがしに悪口を言う。のちに同じ場所で見かけた妙子の容姿を褒め、彼女を複雑な気持ちにさせる。
妙子のファンの女性
演　-　カワイ麻弓
清掃の仕事中に妙子がモデルになっている記事が掲載された雑誌を見つけて拾い上げ、喜んで持ち帰った。ぽっちゃり体型だが、明るい性格で妙子に「井上のおかげで希望が持てた。前向きになれた」とざっくばらんに話し掛ける。のちに無認可保育所に転職し、妙子を見かけて喜んで抱きつき明るい笑顔を見せる。ドラマオリジナルキャラクター。
妙子をナンパした通行人
演　-　堀口たかよし　
たたずんでいた妙子に声を掛け、あからさまに嫌な顔をされる。

### 学校関係者など
雪乃の中学の同級生
演　-勇静華　
友人数人と一緒にファミレスで甲斐と面会。持参した中学校の卒業アルバムを見せ、本物の倉田雪乃が美人であった事と葬儀に出た事などを語る。後藤由紀子については演劇部での出来事のみ思い出し、数日後に甲斐の家に本物の雪乃を囲む様に撮影した集合写真のコピーを送信している。
本物の倉田雪乃
演　-深谷まりえ
雪乃(由紀子)の中学時代の同級生。近隣の中学校の生徒が眺めに来る程の美人だが、病弱な事にコンプレックスがあり、見下していた由紀子と行動を共にする事で安心感を得ていた様子で、亡くなる直前に同級生達に本音を喋ってしまう。在学中の14歳で病死するが卒業アルバムには顔写真が掲載されており、甲斐が疑問を抱くきっかけになる。写真、そして台詞なしの回想シーンのみの登場。
横須賀の中学校の職員
演　-田村泰次郎
雪乃の事を知りたいと学校を訪れた甲斐に対して、倉田雪乃が在学中に亡くなった事を告げる。
妙子の友人
演　-　てらだまいこ、二見恵里子、青木絵美
妙子が卒業した私立女子高校での同級生。卒業式の直後、「一緒だと私達が細く見える」と妙子を記念撮影に誘い「聞こえてるよ」と笑い飛ばされる。その写真は妙子の宝物となっており、のちに「ダイエット前」として公表される。

### その他
八百屋のおかみ
演 - 前沢保美
買い物に来た雪乃の虚言を鵜呑みにし、彩子を注意した。ガレージの様な場所で出店している。
弁護士事務所の事務員
演　-崕良太郎
正春が運営する事務所のパラリーガル。素性を隠して事務所を訪問した妙子に正春が行方不明だと告げる。
不動産屋
演　-森山米次
妙子になりすまして不動産売却を依頼した雪乃に対して詐欺と見抜けず、中古物件として売り出す。妙子からの問い合わせに対して「必要な書類がすべて揃っていた」と弁明。
横須賀の病院のナース
演　-萩野美絵
入院中の正春を担当。彼が危篤となった時に妙子に連絡をする。のちに別々にやって来た妙子と甲斐に入院中の正春の様子を報告。この時に雪乃の顔写真に見覚えがあると言うと同時に、「妹さんならもっとはっきり覚えている」と初音の存在を知らせる。
香を騙した男
演　-高木ヒロオ
香に結婚の話をちらつかせた上で、雪乃の通帳を盗んで来る様に命じていた。タクシーで香と一緒に空港に向かうも彼女から通帳を奪うと姿を消してしまう。
刑事達
演 -大場一郎、江良潤
香の負傷の直後から登場。以前から水面下で捜査をおこなっていた正春の失踪と死に対して雪乃の関与を疑う。そして横須賀市の警察署、雪乃の所属事務所などに問い合わせた上で、香の娘で行方不明扱いになっている後藤由紀子が亡くなった同級生の名を騙っているのではと気づき、映画制作開始の頃に雪乃に接近。香の免許証のコピーを提示し厳しく問い詰めるが、嘘泣きと偽の証言をされてしまう。稲垣を追うと同時に映画がクランクアップ直後、正春殺害などの証拠を掴み、楽屋の扉の前で雪乃を本名で呼んで同行を求め、地下駐車場へ追ってゆき、居合わせた稲垣を逮捕するが雪乃には逃げられる。妙子にも数回、雪乃に関して証言を求めた様子が見られる。
産院経営者の女性
演 - 松本じゅん
山梨県の田舎町在住。警察から逃走してきた雪乃を受け入れ、生まれた優希を夫と共に妙子の元に届ける。
産院経営者の男性
演　-名川貞郎
夫婦で産院を経営し、普段は農業をしている。のちに甲斐から訪問を受け、出産時の雪乃について伝えている。
アナウンサー
演　-吉澤一彦、田中滋実
（共に当時テレビ朝日アナウンサー）
雪乃が塩酸で負傷した事をワイドショーで報道している。

### スタッフ
- 脚本 - 中園ミホ、吉本昌弘
- 主題歌 - 「風の時代」藤井フミヤ
- 挿入歌 - 「everyday dear sky」石井聖子
- 音響効果 - 石井和之
- アートディレクション - 丹下"超合金"紘希（イエローブレイン）
- スペシャルメイクアッププロデューサー - 和田卓也
- スペシャルメイクアップアーティスト - 松井祐一
- 宣伝 - 佐藤佳則（テレビ朝日）
- 原案協力 - 河本清澄、三枝亮介、西谷尚隆（講談社「Kiss」編集部）
- チーフプロデューサー - 黒田徹也（テレビ朝日）
- プロデューサー - 佐々木基（テレビ朝日）・和田豊彦（アベクカンパニー）
- 演出 - 赤羽博、中島悟（アベクカンパニー）
- 協力 - 東通・フジアール・TMC砧スタジオ
- 製作 - テレビ朝日・アベクカンパニー

### 放送日程
| 各話                                                       | 放送日  | サブタイトル                   | 脚本     | 演出   | 視聴率 | 備考     |
| ---------------------------------------------------------- | ------- | ------------------------------ | -------- | ------ | ------ | -------- |
| Stage1                                                     | 4月15日 | 天使のような悪魔に出会った     | 中園ミホ | 中島悟 | 16.5%  | 15分拡大 |
| Stage2                                                     | 4月22日 | 102キロの私に幸せは来ないの？  | 中園ミホ | 中島悟 | 15.7%  | -        |
| Stage3                                                     | 4月29日 | 私の正体がバレてしまった…      | 中園ミホ | 赤羽博 | 13.4%  | -        |
| Stage4                                                     | 5月06日 | 美味しすぎる復讐のチャンス     | 吉本昌弘 | 赤羽博 | 14.0%  | -        |
| Stage5                                                     | 5月13日 | 嘘つきで、したたかで危険な女   | 中園ミホ | 赤羽博 | 13.7%  | -        |
| Stage6                                                     | 5月20日 | 倉田雪乃は死んでいる…!?        | 中園ミホ | 赤羽博 | 16.4%  | -        |
| Stage7                                                     | 5月27日 | 甲斐くん、邪魔するなら消すわ   | 吉本昌弘 | 赤羽博 | 16.4%  | -        |
| Stage8                                                     | 6月03日 | 雪乃は整形、そして本当の悪魔に | 中園ミホ | 中島悟 | 16.2%  | -        |
| Stage9                                                     | 6月10日 | 裏切りの女彩子…あなたを殺す    | 吉本昌弘 | 中島悟 | 14.3%  | -        |
| Stage10                                                    | 6月18日 | 私があんたを憎んだ本当の理由   | 中園ミホ | 赤羽博 | 14.3%  | -        |
| Stage11                                                    | 6月25日 | 天使が舞い降りて…雪乃は死ぬ    | 中園ミホ | 中島悟 | 15.3%  | -        |
| final stage                                                | 7月01日 | 今夜、最後の奇跡が起こる！     | 中園ミホ | 中島悟 | 16.4%  | 15分拡大 |
| 平均視聴率15.2% （視聴率は関東地区・ビデオリサーチ社調べ） |         |                                |          |        |        |          |

### 受賞歴
- 第21回ザテレビジョンドラマアカデミー賞
  - ザテレビジョン特別賞

## 原作との違い
ドラマ化に際して登場人物の性格、塚本家と雪乃の繋がり、その他も設定の変更が行われ、原作とは大分異なったストーリーとなった。

### 登場人物の性格・設定など
- 初音、あすか、画家を始めとするオリジナルキャラクターが登場。他にも性格、設定などが変更されている人物が多い。
- 妙子がトラブルに巻き込まれ、ダイエットを開始した年齢が18歳から22歳。当時の体重が102キロ。身長は「役者である葉月のプロフィールに準じる」と変更。
- 妙子の生年月日と学歴が変更され、同時に塚本家と甲斐家の住所が調布市から横浜市に変更。同時に妙子と同い年である雪乃の年齢も変更される。
- 妙子のマネージャーが中年の女性から、同年代の男性に変更。
- 雪乃のマネージャーだった男が稲垣という役名になり、ヘマを理由に解雇された後も登場。彼女を脅したり、盗撮をしたり殺人計画に加担などで関わった末にラストで逮捕される。
- 周囲が妙子に対して誤解し抱いたイメージが「わがままでキツイ性格」から「何を考えてるか分からない暗い性格」と変更。実際、痩せてからの妙子は口数が少なくなっている。
- ダイエット成功後の妙子は、しばらくアパートで一人暮らし。のちに聖の命で自宅へ戻る。
- 甲斐の言動に妄想癖が多く見られ、たびたび雪乃に指摘される。
- 本性を現し始めるまでの期間、妙子と彩子は雪乃に好印象を抱いていた。
- 雪乃の言動から凶暴な面と陰湿さが軽減。ストーリーが展開するに伴い、感情を露わにする場面が多くなり、聖に半泣きで甲斐の治療を依頼する場面も見られる。
- 妙子は痩せて再会直後、甲斐を男としてではなく、幼なじみの友人と認識。自分に対しての一貫した態度に安堵し恋愛感情が消滅。
- 雪乃の顔のモデルになった故人が、聖の姉から女優志願だった恋人に変更。その女性の死により整形外科医としてのスタンスが確立される。そして遺体の保管などはおこなわれていない。
- 聖については恋人とのエピソードのみで、生い立ち、経歴、自宅などプライベートな部分は一切、描かれていない。
- 聖の立ち振る舞いから冷酷さと非常識、偏執狂的な面が消失。冷淡な印象はあるものの厳しさと優しさを持ち合わせ、時にはユニークな面を持つ性格に描かれている。
- 雪乃の表向きの性格が清楚でおしとやかな印象から、爽やかで活動的な印象に変更。
- 正春が原作より妙子に対して愛情深い。
- 彩子の性格から気丈さが消え、嫉妬心と脆さ、ヒステリックな面が強調され、同時に夫婦仲が悪化する様子が描かれる。
- 雪乃の母の名が春子　から　香　に変更になっている(原作・ドラマで彼女が経営するスナックと同名)
- 香が雪乃に対して、それなりに愛情を抱いており、正春との経緯・自分の思いを話して聞かせる。娘に会いたいという気持ちも本物で、経営資金の無心もおこなわず、娘の容姿を嘲る場面もない。
- 香が後に妙子の元を訪れ「あの子を許してやって欲しい」と懇願。自らの行いを悔やみ、謝罪する場面が描かれる。

### ストーリー設定など
- 香と正春が過去に恋人同士だったが、正春に妊娠を知らせぬまま破綻。その後に香が未婚で出産した娘が雪乃。この為に雪乃が正春を誘惑したり、不倫を匂わせる場面は消滅し、彩子を挑発し誤解させる為の思わせぶりな言動に変更。同時に妙子が雪乃に唆された正春に家を出される場面は消滅する。
- 雪乃が塚本家にやって来たのは、自分の娘と知り、責任を感じた正春が身元を引き受けた為。そして塚本家が倉田家と面識なしの遠縁という設定はなくなり、雪乃の塚本家の家族仲の良さに嫉妬したという台詞が本心からではなくなっている。
- 彩子の抱いた疑惑が正春と雪乃の不倫から、雪乃が正春と別の女性との間に生まれた子では？に変更。
- 妙子が通っていた高校が共学から女子校に変更になり、卒業式の場面から物語がスタート。彼女が過去に男子生徒などからいじめられる回想シーンは消滅。そして雪乃と一緒に大学へ進学。その為、雪乃の塚本家への滞在期間が2ヶ月程度から4年弱に変更。
- 雪乃は大学在学中、ミスコンで受賞しファッションモデルの道に進み、活躍。
- 甲斐から渡されたスカーフが破られているのに気づいた日と、彩子が殺害された日が同日に変更。そして妙子は葬儀当日に雪乃に母殺しの疑念をぶつける。
- 正春が葬儀の時に、妙子を心配し甲斐に対して慰めて欲しいと依頼。甲斐が帰った後、戻ってきた雪乃から暴言を浴びせられる。
- 途中からの甲斐の社会的立場が脚本家志願の大学生から大卒の代理店社員に変更。仕事で出かけた場所で雪乃と妙子に再会する。
- 家に嫌気がさした正春が家を出て、そして雪乃の同行を認めてしまう。そのことが家庭崩壊へと繋がってゆく。
- 雪乃が正春を殺害したきっかけが、初音から「私を妙子という人と思い違いをしている様子」という報告を受けた為。
- 中学の同級生である本物の倉田雪乃の本音を知った経緯が、死の直前の彼女を見舞った際の立ち聞きに変更。倉田の母親は登場しない。
- 甲斐が雪乃の事を知りたいと郷里に出かけた時の「クリーニング屋の息子から写真を借りる」という場面が消滅。彼女の同級生の女性達からアルバムを見せて貰い、のちに集合写真のコピーを送信して貰うに変更。
- 甲斐が雪乃の偽名使用に気づいた経緯が、他人の定期券を不正使用して駅員に注意される学生の姿を目撃から、正春の職業が弁護士なので戸籍の入れ替えがたやすく出来たのでは？と思い込むに変更。
- 雪乃をレイプした高校の同級生から甲斐に脅しの電話が掛かってきた時の「事件が発覚して仕返しを受けた」という台詞が消滅。
- 映画の撮影中、母の整形を知った雪乃が、嫉妬心で妙子を崖から突き落とす場面が、追って行った家の中で怒りと悲しみをぶつける場面に変更。同時に新人女優、佐伯トモミに該当する人物が登場しない。
- 雪乃と初音を香に引き合わせたのは「母娘ならわかり合える筈」と思い込んだ妙子。トラブルが起きた為に初音は香に対して激怒。同時に雪乃の怒りを買ってしまい、妙子は聖に注意される。
- 甲斐が雪乃の逆恨みで広告代理店を退職後、脚本家として成功。
- 自棄になった雪乃が妙子を殺害しようとしたり、甲斐に救出される場面が消滅。
- 妙子がファンレターに励まされる場面が、同年代の女性の言動を目撃、そしてのちに彼女から励ましの言葉を掛けられる場面に変更(佐伯トモミの場面を彷彿とさせる)
- 香が雪乃を見捨てた理由が、別の男(初音の父)との復縁となっている。
- 雪乃が母の本心と整形を知った経緯は、母からのカミングアウトによるもの。
- 雪乃が再会した香に娘だと気づかれなかった事に対して立腹する場面が、「実の母ですら気づかない」と聖の腕前の良さを賞賛する妙子のナレーションに変更。
- 香は雪乃に殺害されず負傷のみ。それも口論の末に階段から転落に変更。
- 雪乃の顔が整形に対して拒絶反応を起こして崩れる場面が描かれない。
- 偽名使用等の疑念を抱いた警察に対して、雪乃がねつ造した「自身の生い立ち」が異なる。同時に生い立ちを語った番組内では母親探しはおこなわず、口頭で呼びかけと出演映画の宣伝をするのみに留まる。
- 授賞式と雪乃が顔に負傷する場面が消滅。同時に早川恵美子に該当する人物が登場しない。
- 聖が医師免許を剥奪された経緯が雪乃からの密告ではなくなっている。
- 雪乃が甲斐の子を妊娠。未婚で出産し妙子に託す。
- 甲斐の失明の原因は雪乃による暴力ではなく、稲垣から彼女を守ろうとした事によるもの。
- 雪乃が母を殺害し放火、雪乃を庇った甲斐が警察で偽証し身柄を拘束、そこで雪乃の犯行を寝言で叫んだ為に彼女に嫌疑が掛かり、警察から連絡が来た雪乃が自ら署に出向き偽証の場面が消滅し、母が負傷の直後に周囲からの証言を得た刑事による自宅訪問に変更。そして彼らの雪乃への態度も辛辣に描かれている。
- 警察が正春の死について捜査しており、他の件とともに彼に対しての殺人罪が証明された事もあり、撮影終了後に楽屋前で刑事が雪乃を本名で呼び、同行を求め突入する。
- 雪乃は追ってきた警察から逃走。出産直後に焼身自殺を図り、同時にワイドショーで本名を報道される。しかし法の裁きは受けないまま。

### 状況・場面など
- 妙子は渡仏せず、聖のオフィスにてダイエットをおこなう。美容関連のアドバイザー等は登場せず、すべて聖の責任でおこなっている。
- 妙子が出かけてゆき笑われてしまった会場が聖に連れて行かれた医師の飲み会から、雪乃と出かけたファンの集いに変更。ここで妙子は聖に口紅の事でからかわれて面食らう。
- 妙子がダイエットにくじけそうになって家に逃げ帰ろうとする場面がなくなり、ダイエット成功後に聖に連れられて行った際に雪乃によって売りに出されている事に気づき、ガラスを割って中に入り思い出の品を持ち出すに変更。
- 雪乃は彩子殺害について最後まで自白していない。
- 妙子が自殺を図り、聖に救助される場所が車道から鉄道の踏切に変更されている。
- 正春の死の原因が覚醒剤をちらつかせた雪乃の唆しで妙子を殺そうとして事故に遭遇から、行方不明になった妙子を心配していたところへ「妙子が見つかった」と偽電話で呼び出され、迎えに行こうとしたところで事故に遭遇。入院中に押しかけて来た雪乃から受けた嫌がらせと「妙子が亡くなった」という嘘にショックを受けた、に変更。同時にアルコール依存になる設定は消滅。
- 雪乃によって競売に掛けられた家屋は1年以上、買い手がつかず、聖の手で妙子に戻される。
- 妙子がスカウトされた経緯であるモデルのピンチヒッター場面が描かれず、黒田に依頼を受けた稲垣によってオーディション会場へ連れ出されるに変更。彼女が女優として活動しているのは甲斐が手がけた映画のみ。
- 雪乃が正春を覚醒剤漬けにする設定、新人女優たちが雪乃に騙されて妙子に暴力を振るう場面などが消滅。他にも犯行の数が原作より少なくなっている。
- 雪乃がレイプされた場所がアパートの一室から廃屋に変更され、顔を焼かれる場面が消滅し宙づり監禁が加わる。シンクロする様に聖が妙子に同じ話を聞かせる場面が描かれる。
- 甲斐が雪乃に監禁される場所が廃屋から雪乃の自宅に変更。そして妙子に救出されている。
- 甲斐が執筆した劇中劇が、原作に登場する複数の作品を掛け合わせたようなストーリー展開となっており、同時に雪乃と妙子の生い立ちを彷彿とさせる内容である。
- 中盤付近から雪乃が、妙子を始めとする周囲にやや心を開くようになる。

| テレビ朝日系 木曜21時台・木曜ドラマ | テレビ朝日系 木曜21時台・木曜ドラマ | テレビ朝日系 木曜21時台・木曜ドラマ |
| 前番組                              | 番組名                              | 次番組                              |
| ----------------------------------- | ----------------------------------- | ----------------------------------- |
| ニュースキャスター 霞涼子           | 恋の奇跡                            | てっぺん                            |